# マリアヒルフ
マリアヒルフ (Mariahilf [ˌmaʀiaˈhɪlf] ( 音声ファイル), バイエルン・オーストリア語: Mariahüf）は、オーストリアの首都・ウィーン市第6区の地名である。この名は「マリアの助け」の意。
区内にはウィーン西駅があり、そこからウィーン一の商店街であるマリアヒルフ通り（マリアヒルファー・シュトラーセ、Mariahilfer Straße）が市中へ向かっている。